# كيث ساندرسون (لاعب كرة قدم)
كيث ساندرسون (بالإنجليزية: Keith Sanderson)‏ هو لاعب كرة قدم بريطاني في مركز الوسط، ولد في 9 أكتوبر 1940 في كينغستون أبون هال في المملكة المتحدة. لعب مع تورونتو سيتي وكوينز بارك رينجرز ونادي باث سيتي ونادي بليموث أرجايل ونادي ويمبلدون.